# Valle del Fitalia
La Valle del Fitalia è una vallata che si trova nel territorio della città metropolitana di Messina, sui monti Nebrodi.
Essa è una delle più grandi del territorio del messinese e ospita non solo borghi ricchi di storia e d'arte, ma anche una vegetazione fitta e boscosa.
I paesi che ne fanno parte sono Capri Leone, Mirto, Frazzanò, Longi, Galati Mamertino e San Salvatore di Fitalia.
Il territorio, a forte vocazione turistica, ebbe un grande sviluppo artistico e culturale tra il '500 e il '700, allorquando i signorotti locali, volendo sfidare il potere, costruirono monumenti e Chiese che testimoniassero il loro potere.
Tra le opere d'arte ricordiamo la Chiesa di San Lorenzo a Frazzanò, esempio di architettura cinquecentesca; il monastero basiliano di San Filippo di Fragalà, nello stesso comune; il Duomo di Longi, sempre cinquecentesco; la Chiesa di Sant'Alfio a Mirto, col caratteristico campanile maiolicato e, sempre a Mirto, il Museo della Moda e del Costume, l'unico al Sud Italia.
La vallata è famosa inoltre per le ricche fungaie che la contraddistinguono.
Nella parte meridionale della Valle svettano le Rocche del Crasto, imponente formazione dolomitica che sovrasta l'abitato di Longi.
Il clima è mediterraneo, con le dovute sfumature dovute all'altitudine dei luoghi, che vanno dai 400 metri di Capri Leone ai quasi 800 di Galati.